# Квімбі (Айова)
Квімбі (англ. Quimby) — місто (англ. city) в США, в окрузі Черокі штату Айова. Населення — 249 осіб (2020).

## Географія
Квімбі розташоване за координатами 42°37′45″ пн. ш. 95°38′38″ зх. д. / 42.62917° пн. ш. 95.64389° зх. д. (42.629130, -95.643863).  За даними Бюро перепису населення США в 2010 році місто мало площу 1,06 км², уся площа — суходіл.

## Демографія
Згідно з переписом 2010 року, у місті мешкало 319 осіб у 135 домогосподарствах у складі 95 родин. Густота населення становила 302 особи/км².  Було 152 помешкання (144/км²).
Расовий склад населення:
| - 99,4 % — білих - 0,6 % — азіатів |

До двох чи більше рас належало 0,0 %. Частка іспаномовних становила 1,3 % від усіх жителів.
За віковим діапазоном населення розподілялося таким чином: 20,7 % — особи молодші 18 років, 59,9 % — особи у віці 18—64 років, 19,4 % — особи у віці 65 років та старші. Медіана віку мешканця становила 47,3 року. На 100 осіб жіночої статі у місті припадало 100,6 чоловіків;  на 100 жінок у віці від 18 років та старших — 94,6 чоловіків також старших 18 років.
Середній дохід на одне домашнє господарство  становив 43 799 доларів США (медіана — 40 625), а середній дохід на одну сім'ю — 48 913 долари (медіана — 46 375). Медіана доходів становила 32 250 доларів для чоловіків та 28 889 доларів для жінок. За межею бідності перебувало 22,1 % осіб, у тому числі 34,7 % дітей у віці до 18 років та 4,3 % осіб у віці 65 років та старших.
Цивільне працевлаштоване населення становило 170 осіб. Основні галузі зайнятості: роздрібна торгівля — 24,7 %, виробництво — 20,6 %, освіта, охорона здоров'я та соціальна допомога — 17,6 %.